# A851 road
Die A851 road ist eine A-Straße auf der Isle of Skye in der schottischen Council Area Highland. Sie erschließt von der A87 bei Broadford abzweigend die südliche Halbinsel Sleat und endet am Fährhafen von Armadale.

## Verlauf
Die Straße beginnt an der Abzweigung von der A87 in der kleinen Ortschaft Skulamus, östlich von Broadford, dem zweitgrößten Ort der Insel. Von dort verläuft sie nach Süden und ist die Haupterschließungsstraße für die Halbinsel Sleat, alle Ansiedlungen auf Sleat sind über die A851 oder von ihr abzweigende Nebenstraßen angebunden. Zunächst durchquert die A851 in südöstlicher Richtung weitgehend unbewohntes Moor- und Heideland im Inselinneren und erreicht nach etwa acht Kilometern südlich der Abzweigung nach Drumfearn die Ostküste von Skye am Sound of Sleat. Entlang der Ostküste verläuft die Straße dann in etwa in Richtung Südwest bis zu ihrem Endpunkt, nur kurzzeitig verlässt sie zwischen dem Abzweig nach Isleornsay und Teangue den direkten Uferbereich. Sie passiert in diesem Bereich diverse kleinere Ansiedlungen und Ortschaften. In Kilbeg passiert sie das Sabhal Mòr Ostaig, ein zur University of the Highlands and Islands gehörendes schottisch-gälisches College und kurz vor Armadale Armadale Castle, den Stammsitz des Clan MacDonald. In Armadale zweigt eine bis nach Aird, der südlichsten Ortschaft auf Sleat, führende Stichstraße ab. Die A851 endet in Armadale am dortigen Fährhafen. Mit einer von Caledonian MacBrayne betriebenen Fährverbindung besteht Anschluss nach Mallaig auf dem schottischen Festland.

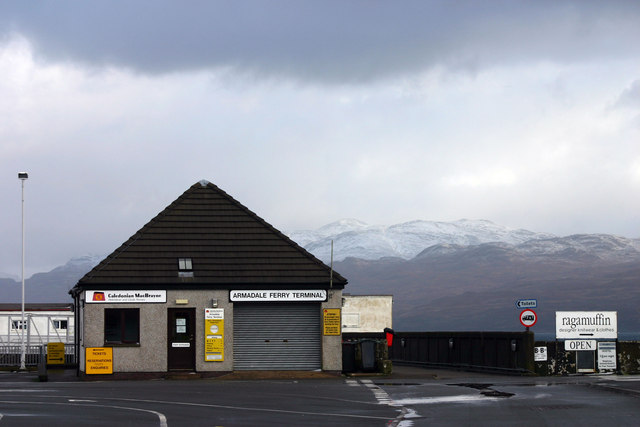
Fährterminal Armadale am Ende der A851

Insgesamt ist die A851 rund 24 Kilometer lang, etwa 15 Meilen. Die Straße wurde in den letzten Jahren auf weiten Abschnitten zweispurig ausgebaut und begradigt. Die alte Führung ist vor allem auf dem Abschnitt zwischen Skulamus und der Ostküste neben der neuen Straße gut zu erkennen. Der Abschnitt zwischen Teangue und Kilbeg sowie der kurze Abschnitt zwischen dem Abzweig nach Aird und dem Fährterminal sind noch als Single track road ausgeführt.